# Jennifer Coates
Jennifer Coates é um linguista britânica conhecida por suas pesquisas sobre linguagem e gênero. Considera-se que seu livro Women, Men and Language, de 1986, levou as discussões sobre o assunto a um nível mais nuançado, levando em conta redes sociais e as causas e consequências da diferenciação linguística em termos de gênero. Coates utiliza métodos qualitativos e quantitativos em seus estudos.